# Delphinium staphisagria
Delphinium staphisagria, de nombre popular  estafisagria, albarraz, matapiojos (entre otros), es una especie del género Delphinium de distribución mediterránea.

## Descripción

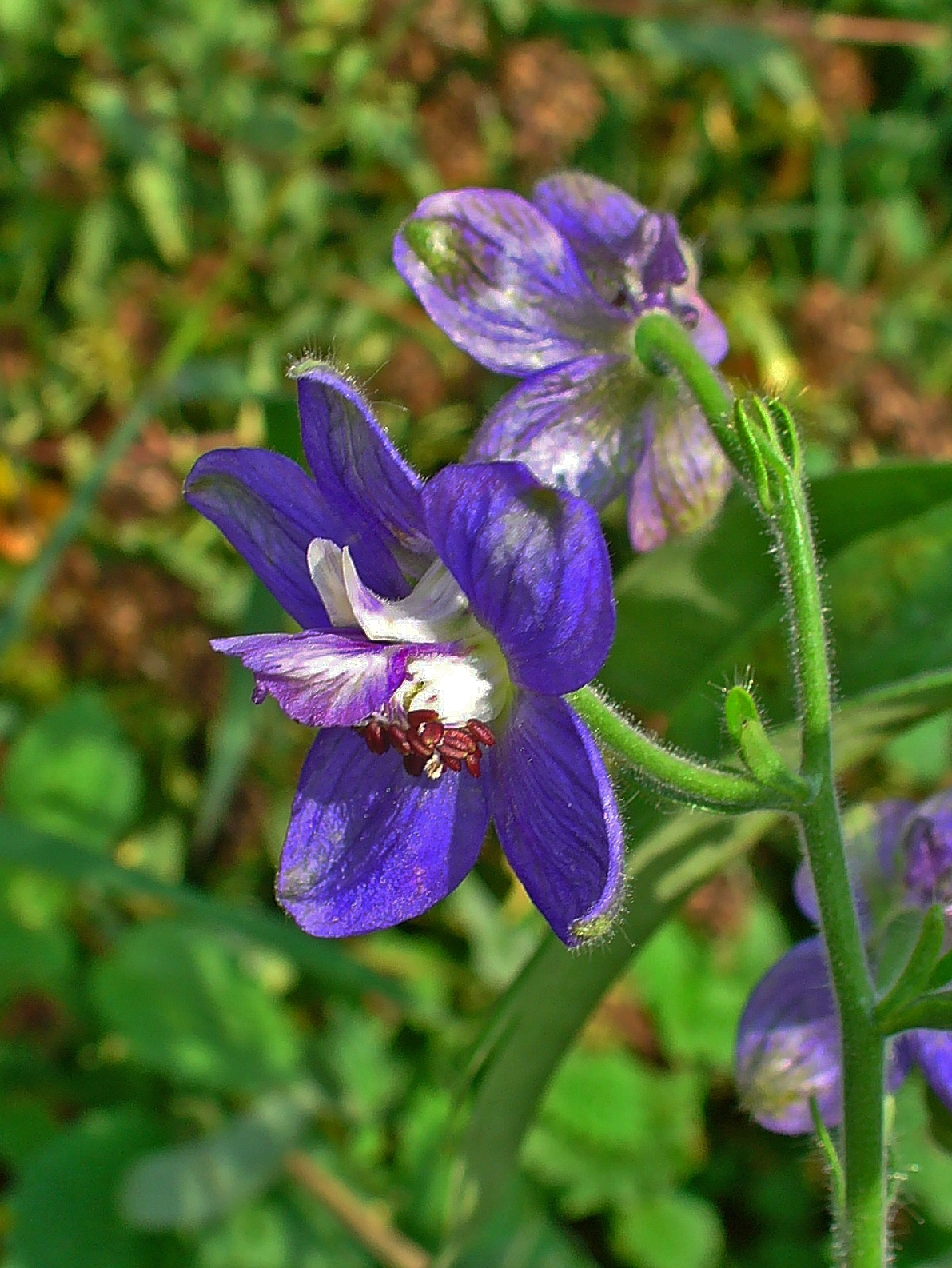
Detalle de la flor.

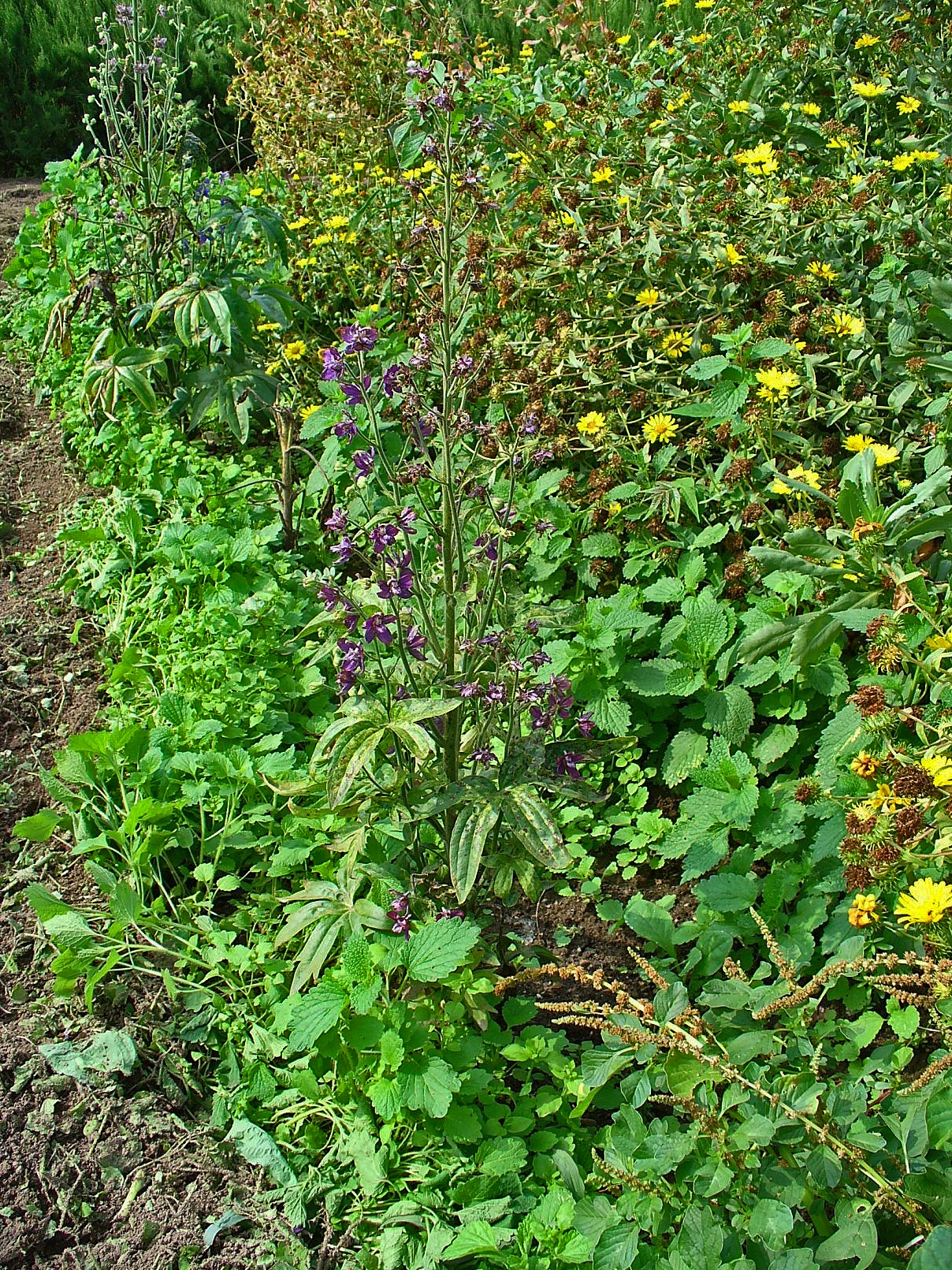
Hábito.

Es una planta herbácea anual o bienal de porte erecto que puede alcanzar hasta 1 m de altura. Tallos pilosos. Las hojas, también pilosas, son grandes, entre palmatilobuladas a palmatipartidas, con de cinco a siete lóbulos profundos. Inflorescencias racimosas terminales con flores de color azul intenso. La corola tiene cinco pétalos, el superior con espolón y nectarios de color blanco con tinte violáceo. Los frutos son cápsulas con semillas (en número de 1 a 4) negras y rugosas de 5,5 a 7,5 mm. Florece de finales de primavera a mediados de verano.

## Distribución y hábitat
Se distribuye ampliamente por los países de la cuenca del Mediterráneo y Macaronesia. En España se encuentra en distintas zonas de Murcia, Baleares y Andalucía. Crece en ruderales y terrenos húmedos. También se puede encontrar en jardines como planta ornamental.

## Composición química y toxicidad
Todas las partes de la planta son tóxicas, en especial las semillas.
Su composición consiste en un 30-35% de aceite esencial y un 1,3% de alcaloides. Los alcaloides son los responsables de la toxicidad. Se ha identificado un total de once en las partes aéreas de la planta. En las semillas destacan la delfinina, la delfisina, la delfinoidina y la estafisagrina. El más importante es la delfinina, también presente en las partes aéreas, cuya composición química y efectos tóxicos son similares a los de la aconitina. Cristaliza con facilidad, cristales insolubles en el agua con sabor amargo. Actúa sobre el sistema nervioso central, primero como excitante para paralizar progresivamente, sobre todo los centros respiratorios, por lo que causa la muerte por asfixia. En pequeñas dosis, por vía cutánea, causa irritación e inflamación.

## Historia
Desde la antigüedad se conocen los preparados con semillas de D. staphisagria para eliminar los piojos. Plinio y 
Dioscórides mencionan este uso en sus obras. 
Dioscórides, en su De Materia Medica, la recomendaba en unción contra la sarna, pediculosis y pruritos; cocida en vinagre como enjuague para dolores de muelas y aftas y para uso interno:

Si se administran, una vez majados y mezclados con aguamiel, quince granos de esta planta, purgan por vómito los humores gruesos.

Posteriormente también se siguió utilizando como antineurálgico, para atenuar palpitaciones, asma y neuralgias faciales hasta que ha quedado restringido a preparaciones homeopáticas.

## Taxonomía
Delphinium staphisagria fue descrita por Carlos Linneo y publicada en Species Plantarum 1: 531. 1753.
Etimología
Ver: Delphinium
staphisagria: epíteto del griego 'σταφὶς ἀγρία' (staphís agría) que significa «uva pasa silvestre».
Sinonimia
- Delphinium staphydium St.-Lag.
- Staphysagria macrosperma Spach
- Delphidium staphysagria (L.) Raf.[14]

## Nombre común
- abarraz, aberraz, alabarraz, albarraz, alberraz, alberás, coca piojera, estafisagria, habarraz, hierba piojenta, hierba piojera, mata piojo, matapiojos, matarpiojos, paparrón, parrín, parrón, pituitaria, yerba piojenta, yerba piojera, yerba pituitaria[15]